# Kais Nashef
Cette page contient des caractères spéciaux ou non latins. S’ils s’affichent mal (▯, ?, etc.), consultez la page d’aide Unicode.
Kais Nashef (en arabe قيس ناشف, en hébreu קאיס נאשף, autre orthographe : Kais Nashif) est un acteur arabe israélien, né le 12 juin 1978 à Tayibe, dans la région du Triangle en Israël.
Il a appris le jeu d’acteur à l’Institut Beit Zvi des arts du spectacle.  Il a joué le rôle principal de Paradise Now, un film sur deux candidats kamikazes de Cisjordanie. Sa mère est allemande et il parle couramment arabe, hébreu, anglais, allemand et bien français.

## Filmographie
(habituellement crédité comme Kais Nashif)
- 2000 : Ha-Chevre Ha-Tovim (TV) : Shihad
- 2005 :  Paradise Now de Hany Abu-Assad :  Said
- 2005 : Alenbi Romance
- 2006 : La nativité de Catherine Hardwicke : Benjamin
- 2006 : Djihad! (TV) (comme Kais Nashef) : Luqman
- 2008 : Winds of Sand : Militant
- 2008 : Mensonges d'État (Body of Lies) de Ridley Scott : Mustafa Karami
- 2008 : AmericanEast : Omar
- 2006 à 2009 : Parashat Ha-Shavua (Parasha de la semaine (he)) : Amir El Nashaf (série télévisée)
- 2009 : Die Seele eines Mörders (L’âme d’un meurtrier) (TV) : Ya'ir
- 2010 : Habibi Rasak Kharban : Qays
- 2010 : Tachrichim
- 2010 : Mörderischer Besuch (Visite meurtrière) (TV) : Ya'ir
- 2011 : Tora Bora : Sajed
- 2011 : Derniers jours à Jérusalem de Tawfik Abu Wael
- 2012 à 2015 : Ananda (he) (série télévisée) : Amir
- 2014 : Mon fils (Aravim roqdim, Dancing Arabs) d'Eran Riklis, scénario de Sayed Kashua : Wassim, ami de Salah au café
- 2017 : Looking for Oum Kulthum (À la recherche d'Oum Kalthoum) : Ahmad / Latif
- 2018 : Tel Aviv on Fire : Salam